# 12 Fêmeas
12 Fêmeas é o sétimo álbum de estúdio de Marcelo Nova, lançado em 30 de abril de 2013, inicialmente na iTunes Store.

## Sobre
Após oito anos sem gravar um disco de inéditas, Marcelo Nova retorna com seu novo trabalho “12 Fêmeas”. O álbum contém músicas que traduzem sentimentos, envolvimentos e reflexões sobre o sexo feminino. São doze canções de amor e ódio, êxtase e dor, perda e redenção.
Com alguns elementos inusitados, o álbum mantém a forte impressão digital de quem tem a sua marca registrada há mais de 30 anos. Produzido e gravado quase na sua totalidade apenas por Marcelo Nova (voz e guitarra), seu filho Drake Nova (guitarras e violões) e Luis De Boni (piano, órgão, harpsichord, contrabaixo e violões), o disco traz algumas participações singulares.
Aidan Drummond, escocês de passagem pelo Brasil, gravou um solo de gaita de foles (bagpipes) em uma das canções enquanto o melódico e dramático violoncelo foi tocado por Antonieta Minella em três faixas do álbum. A participação mais marcante fica por conta do monge tibetano Goba Wangka. Realizando toda a parte percussiva do disco, Goba tocou, além de bateria, uma variedade de instrumentos, a maioria desconhecida do público ocidental.
Outras três faixas do álbum contam com a participação de Leandro Dalle e Célio Glouster, respectivamente baixista e baterista que, juntamente com Drake Nova na guitarra, acompanham Marcelo em turnê há mais de quatro anos. Expandindo a parceria ‘pai e filho’ para além dos palcos, a faixa “A Minha Inveja” marca a primeira composição em parceria de Marcelo e Drake.
O tão esperado trabalho do Nova resultou num álbum surpreendente da primeira nota de guitarra ao último suspiro dos pratos. “12 Fêmeas” marca o retorno definitivo do Rei do Rock após um hiato de 8 anos sem lançar canções inéditas.

## Prêmios
O álbum foi eleito o melhor disco de Rock Nacional em 2013 pelo UOL, em uma votação aberta pelo público, superando bandas importantes da cena brasileira, como Charlie Brown Jr., CPM 22, O Rappa, Tihuana e Sepultura.

## Faixas[4]
| N.º | Título                                | Duração |  |
| 1.  | "Claro Como a Luz (Escuro Como Breu)" | 5:37    |  |
| 2.  | "Inverno Impiedoso"                   | 4:34    |  |
| 3.  | "Eu Lhe Vejo em Sonhos"               | 4:01    |  |
| 4.  | "Anjo Doce Anjo"                      | 5:29    |  |
| 5.  | "A Minha Inveja"                      | 3:39    |  |
| 6.  | "Blue Eyes"                           | 3:40    |  |
| 7.  | "O Nome do Jogo"                      | 6:14    |  |
| 8.  | "Temporada no Inferno"                | 3:46    |  |
| 9.  | "O Ódio da Mão Que Afaga"             | 4:13    |  |
| 10. | "Mistério para Mim"                   | 4:15    |  |
| 11. | "Não Consigo Escapar de Você"         | 4:22    |  |
| 12. | "Sinais de Fumaça"                    | 8:48    |  |